# Акбеит (Алматинская область)
Акбеит (каз. Ақбейіт) — село в Райымбекском районе Алматинской области Казахстана. Входит в состав Сарыжазского сельского округа. Код КАТО — 195859200.

## Население
В 1999 году население села составляло 391 человек (220 мужчин и 171 женщина). По данным переписи 2009 года, в селе проживало 289 человек (140 мужчин и 149 женщин).